# Gestern, heute, morgen
Gestern, heute, morgen (Originaltitel: All Good Things…) ist der deutsche Titel der Abschlussdoppelepisode der US-amerikanischen Science-Fiction-Fernsehserie Raumschiff Enterprise – Das nächste Jahrhundert, zu deren siebter Staffel sie gehört. Sowohl im US-Fernsehen als auch im deutschen Fernsehen wurde sie erstmals 1994 ausgestrahlt. Sie handelt von den Vorwärts- und Rückwärtsbewegungen Captain Picards durch die Zeit, welche durch eine in allen drei Zeitperioden auftretende Anomalie in Zusammenhang zu stehen scheinen, und die er deshalb zu bekämpfen versucht. Dabei kommt er abermals in Kontakt mit dem omnipotenten Q, der ihn mit der Bewältigung dieser Aufgabe einer Prüfung zur Daseinsberechtigung der Menschheit unterzieht.
Die separate, d. h. nicht als Bestandteil der siebten Staffelbox erschienene Blu-ray-Veröffentlichung trägt den deutschen Titel Alle guten Dinge.

## Handlung
Ohne dass er schon eine Erklärung dafür hat, bewegt sich Captain Picard vorwärts und rückwärts durch die Zeit. Dabei verschlägt es ihn wechselweise knapp sieben Jahre in die Vergangenheit sowie in die Gegenwart und 25 Jahre in die Zukunft. Die Handlung spielt somit hauptsächlich in den Jahren 2364, 2370 und circa 2395. Nach jedem Zeitperiodenwechsel behält Picard die Geschehnisse aus der letzten Zeitperiode im Gedächtnis.
In der Zukunft ist Picard ein alter Mann, der ein Weingut in Frankreich bewirtschaftet und am „Irumodischen Syndrom“ erkrankt ist, durch das er senil wird. Nach seinem Weggang von der Enterprise vor neun Jahren wurde er Botschafter. Bei seiner Heirat mit Dr. Crusher nahm diese seinen Nachnamen an, den sie auch nach der Scheidung behielt. La Forge trägt keinen Visor mehr und ist Romanautor, mittlerweile mit Dr. Leah Brahms verheiratet und dreifacher Vater. Data ist inzwischen Professor an der University of Cambridge und kann mittlerweile Emotionen erleben. Riker ist nunmehr Admiral. Zwischen ihm und Picard kam es zu einem Zerwürfnis, nachdem Riker Picard dafür verantwortlich gemacht hat, dass es nie zum Liebesverhältnis von Troi mit Riker kam. Als Picard auf dem Weingut von La Forge besucht wird, sieht er wiederholt einige tobende, ihn auslachende Männer. Er wehrt sich dagegen, wegen seiner Erlebnisse in den anderen Zeitperioden als senil beurteilt zu werden. Hilfe suchend, begibt er sich mit La Forge zu Data nach Cambridge, der bei Picard einen neurographischen Scan durchführt.
In der Gegenwart sind 30 romulanische Warbirds zur neutralen Zone hin unterwegs, weshalb die Sternenflotte von einer Aggression ausgeht. Scans haben im dortigen Devron-System eine Art räumliche Anomalie geortet. Deswegen, und um die Absichten der Romulaner auszukundschaften, wird die Enterprise an den Rand der neutralen Zone beordert.
In der Vergangenheit tritt Picard gerade sein Kommando über die Enterprise bei deren Indienststellung an. Weil auch in dieser Zeitperiode eine Raumanomalie im Devron-System entdeckt wurde, hat die Sternenflotte Alarm ausgelöst. Dennoch befiehlt Picard, nicht dorthin zu fliegen, sondern die Mission Farpoint durchzuführen.
Mit zunehmender Anzahl an Zeitperiodenwechseln kommt Picard zu der Überzeugung, dass es die Anomalie ist, die für die Zeitwechsel verantwortlich ist. Deshalb will er sie näher untersuchen.
In der Zukunft will Picard in die neutrale Zone fliegen, um die Anomalie zu finden. Die neutrale Zone existiert in dieser Form aber nicht mehr, weil die Klingonen längst das romulanische Imperium erobert haben. Da Riker nicht helfen will, fliegen Picard, La Forge und Data mit dem von Dr. Picard kommandierten, medizinischen Transportschiff U.S.S. Pasteur in das Gebiet. Weil sie dazu in klingonisches Territorium eindringen müssen, holen sie sich die Hilfe von Worf, der mittlerweile Gouverneur ist.
In der Gegenwart findet sich Picard vor dem von Q einberufenen Tribunal wieder, vor dem er als Vertreter einer barbarischen Spezies sieben Jahre zuvor angeklagt wurde. Q hat zwar die Anomalie nicht erschaffen, ist aber verantwortlich für die von Picard erlebten Zeitverschiebungen. Er spricht Picard der Minderwertigkeit schuldig, betrachtet die sieben Jahre als vergeudet und will der Menschheit deshalb die weitere Existenz verwehren. Die Verhandlung wird vertagt, sodass Picard glaubt, dass ihm Q noch eine Chance geben will.
In der Gegenwart fliegt die Enterprise mit der Erlaubnis eines romulanischen Commanders zum Devron-System, wo sie die Anomalie findet. Auch in der Vergangenheit findet die Enterprise die Anomalie, die dort aber noch größer ist. Weil die Anomalie in der Zukunft nicht vorhanden ist, sucht Data nach ihr. Plötzlich erscheint ein gealterter Q bei Picard, sodass Picard befürchtet, dass es die Anomalie ist, die die Menschheit vernichtet.
In der Gegenwart erkennt die Crew, dass die Anomalie die Energie mehrerer Sterne aussendet. Um noch nähere Informationen über die Anomalie zu erhalten, lässt Picard unter Verwendung seiner Erinnerungen aus der Zukunft einen Tachyon-Impuls aussenden. Bei der Anomalie handelt es sich um eine Mehrphasentemporalkonvergenz innerhalb des Raum-Zeit-Kontinuums, um eine Eruption von Anti-Zeit, bei der Zeit und Anti-Zeit kollidieren. Daraufhin lässt Picard auch in der Vergangenheit den Tachyon-Impuls senden.
In der Zukunft wird die Pasteur von klingonischen Schlachtschiffen angegriffen und verfolgt. Plötzlich erscheint das von Riker kommandierte, gegenüber der Enterprise-D weiterentwickelte Modell der Enterprise, das das Feuer auf sich zieht und, bevor die Pasteur wegen Warpkernbruchs explodiert, deren Crew an Bord nimmt.
In der Gegenwart regeneriert sich die DNS in La Forges Sehnerven und wird Ogawas Ungeborenes immer jünger, sodass es ganz aus dem Bauch verschwindet. Die zeitliche Umkehrung setzt sich fort, alle entwickeln sich zurück und könnten daran sterben. Q erscheint plötzlich wieder und versetzt Picard, um ihm eine andere Perspektive zu verschaffen, auf die Erde in derjenigen Zeit, in der sich aus dem Urschleim nun erstes Leben entwickeln müsste. Auch dort befindet sich die Anomalie. Je weiter die Zeit zurückgedreht wird, desto größer ist die Anomalie. Q sagt Picard, dass die Anomalie die Anfänge des Lebens auf der Erde unterbrochen hat.
In der Gegenwart konvergiert der Tachyon-Impuls mit den beiden Impulsen von den Enterprises aus den anderen beiden Zeitperioden.
In der Zukunft informiert Picard Riker darüber, dass es der Tachyonimpuls in dieser Zeitperiode ist, der die Anomalie erst verursacht hat. Durch die Konvergenz der drei Impulse wurde die Subraumbarriere durchbrochen und eine Anti-Zeit-Reaktion ausgelöst. Der Effekt bewegt sich in umgekehrter Richtung durch das Raum-Zeit-Kontinuum und wird dabei größer. Damit kann Picard Riker davon überzeugen, die Enterprise zurück zum Devron-System zu fliegen, um zu verhindern, dass sich die gerade entstehende Anomalie in der Zeit rückwärts bewegt. Mit derselben Überzeugung lässt Picard auch in der Gegenwart und in der Vergangenheit den Tachyonimpuls deaktivieren und die Enterprise Kurs ins Zentrum der Anomalie setzen, um dort eine statische Warpschale zu erzeugen und sie so zum Kollabieren zu bringen. Es bildet sich eine Subraumbarriere, alle drei Enterprises sehen sich gegenseitig und explodieren nacheinander, wodurch die Anomalie verschwindet.
Picard findet sich in Qs Gegenwart wieder, der ihm mitteilt, Picard habe mal wieder die Menschheit gerettet. Weil Picard die Herausforderung, das Problem zu lösen, bestanden hat, hat Q die Gegenwart wiederhergestellt. Das Q-Kontinuum hat Picard in diese Lage gebracht und die Anomalie verursacht, um zu sehen, wie er mit Neuem umgeht. Qs Idee jedoch war es, Picard dabei zu helfen. Er empfiehlt ihm, ungekannte Möglichkeiten der Existenz zu erforschen, statt profane Dinge zu tun wie etwa das Kartographieren von Sternen oder das Studium von Nebeln.
Picard ist der Einzige, der sich an die Ereignisse erinnert, und erzählt seinen Kollegen, was er erlebt hat. Damit will er einige der Ereignisse der Zukunft sowie die Zerwürfnisse seiner Kollegen verhindern.
Die Episode (und damit die gesamte Serie) endet damit, dass Picard erstmals mit den anderen Führungsoffizieren Poker spielt, während die Enterprise durchs All davonfliegt.

## Verbindungen zu anderen Star-Trek-Produktionen
Gestern, heute, morgen enthält Verweise auf mehrere frühere Folgen der Serie Raumschiff Enterprise – Das nächste Jahrhundert:
- Der Handlungsstrang des Jahres 2364 greift die Ereignisse des Pilotfilms Der Mächtige / Mission Farpoint aus dem Jahr 1987 wieder auf.
- Es wird angedeutet, dass Geordi La Forge in der Zukunft des Jahres 2395 mit Dr. Leah Brahms verheiratet ist, die in den Folgen 3.06 (Die Energiefalle) und 4.16 (Die Begegnung im Weltraum) zu sehen war.

Einige Elemente aus dieser Folge wurden in späteren Star-Trek-Produktionen wieder aufgegriffen: 
- In der letzten Folge von Star Trek: Enterprise (4.22, Dies sind die Abenteuer) aus dem Jahr 2005 wird in einem Dialog auf den Titel All Good Things… (in der deutschen Synchronfassung korrekt mit Gestern, heute, morgen übersetzt) angespielt.
- In der 2020 erschienenen ersten Staffel von Star Trek: Picard, die im Jahr 2399 spielt, hat sich Picard ähnlich wie in der Zukunft aus Gestern, heute, morgen auf das Weingut seiner Familie zurückgezogen. Auch seine in Gestern, heute, morgen thematisierte Erkrankung am irumodischen Syndrom spielt hier erneut eine Rolle.
- In der 2022 erschienenen Folge 2.01 (Die Stargazer) von Star Trek: Picard, die im Jahr 2401 spielt, erscheint Q erneut Picard und konfrontiert ihn mit einer weiteren Prüfung, die Teil des Prozesses gegen die Menschheit ist. Picard findet sich in einer radikal veränderten Realität wieder. Die gesamte zweite Staffel der Serie dreht sich um Picards Bemühungen, mittels einer Zeitreise die normale Realität wiederherzustellen.
- Auch in der dritten Staffel von Star Trek: Picard aus dem Jahr 2023, deren Handlung ebenfalls im Jahr 2401 spielt, gibt es zahlreiche Verweise auf Gestern, heute, morgen. Geordi La Forge hat dort zwei Töchter namens Sidney und Alandra. Diese Namen tragen auch seine zukünftigen Töchter, die in Gestern, heute, morgen erwähnt werden. In Folge 3.05 (Wechselbälger) erwähnt Captain Liam Shaw die Ereignisse aus Gestern, heute, morgen. In der letzten Folge (3.10, Die letzte Generation) wird das Pokerspiel von Picard und seinen Offizieren wieder aufgegriffen.

## Produktion
Das Budget betrug etwa 6,3 Mio. US-$.

### Darsteller
Pamela Kosh, Darstellerin von Jessel, hatte zuvor bereits Mrs. Carmichael in Folge 6.01 (Gefahr aus dem 19. Jahrhundert, Teil II) gespielt.
Tim Kelleher, Darsteller von Lieutenant Gaines, spielte später noch P’Chan/Four of Nine in Folge 6.02 (Überlebensinstinkt) von Star Trek: Raumschiff Voyager und Pell in Folge 2.08 (Der Kommunikator) von Star Trek: Enterprise.

## Adaptionen
Die Doppelepisode erschien als Romanfassung 1994 unter dem Titel All Good Things… auf Englisch im Verlag Pocket Books. Auf Deutsch übersetzt veröffentlichte der Heyne Verlag den von Michael Jan Friedman verfassten Roman 1996 unter dem Titel Die Verurteilung.
Weiterhin erschien 1994 eine Comicadaption der Folge, die ebenfalls von Michael Jan Friedman geschrieben und von Jay Scott Pike und Jose Marzan, Jr. gezeichnet wurde. Es handelt sich um die einzige Comicadaption einer Folge von Raumschiff Enterprise – Das nächste Jahrhundert. Eine deutsche Übersetzung liegt nicht vor.

## Rezeption
Bei ihrer Erstausstrahlung im US-Fernsehen wurde die Episode von etwa 31 Millionen Zuschauern gesehen.
Der Zweiteiler erhielt Emmy-Nominierungen für das Kostümdesign, den Schnitt und die Musikkomposition. Eine Emmy-Prämierung gab es für die visuellen Spezialeffekte. Außerdem wurde die Episode mit dem Science-Fiction-Preis Hugo in der Kategorie Beste dramatische Darbietung geehrt (→ Hauptartikel: Liste der Auszeichnungen und Nominierungen der Star-Trek-Fernsehserien).
Das US-Science-Fiction-Magazin Cinefantastique bewertete die Episode mit dreieinhalb von vier Sternen und lobte vor allem die Dynamik der Mannschaftsmitglieder. In der zweiten Hälfte gebe es jedoch zu viel Technobabble.
Die Zeitschrift Entertainment Weekly führte Gestern, heute, morgen 2007 in einer Liste der zehn besten Folgen von Raumschiff Enterprise – Das nächste Jahrhundert auf Platz 5.
Terry J. Erdmann und Paula M. Block listen Gestern, heute, morgen in ihrem 2008 erschienenen Referenzwerk Star Trek 101 als eine der zehn wichtigsten Folgen der Serie Raumschiff Enterprise – Das nächste Jahrhundert auf.
Scott Thill bewertete Gestern, heute, morgen 2012 auf wired.com als eine der besten Folgen von Raumschiff Enterprise – Das nächste Jahrhundert.
Scott Collura und Jesse Schedeen führten Gestern, heute, morgen 2013 auf ign.com in einer Liste der 25 besten bis dahin ausgestrahlten Star-Trek-Folgen auf Platz 7.
Charlie Jane Anders führte Gestern, heute, morgen 2014 auf gizmodo.com in einer Liste der 100 besten bis dahin ausgestrahlten Star-Trek-Folgen auf Platz 9.
Ed Gross listete Gestern, heute, morgen 2016 auf empireonline.com in einer Aufstellung der 50 besten bis dahin ausgestrahlten Star-Trek-Folgen auf Platz 11.
Aaron Couch und Graeme McMillan	erstellten 2016 anlässlich des 50-jährigen Jubiläums von Star Trek in Zusammenarbeit mit verschiedenen Beteiligten aus dem Franchise für den Hollywood Reporter eine Liste der 100 besten bis dahin ausgestrahlten Folgen. Gestern, heute, morgen wurde hierbei auf Platz 20 gewählt.
Aaron Couch und Graeme McMillan erstellten 2016 für den Hollywood Reporter eine Liste der 25 besten Folgen von Raumschiff Enterprise – Das nächste Jahrhundert. Gestern, heute, morgen landete dabei auf Platz 8.
Lisa Granshaw erstellte 2016 für syfy.com eine Liste der 15 besten Star-Trek-Zeitreisegeschichten. Gestern, heute, morgen landete dabei auf Platz 4.
Nigel Mitchell führte Gestern, heute, morgen 2017 auf thoughtco.com in einer Liste der zehn besten Folgen von Raumschiff Enterprise – Das nächste Jahrhundert auf Platz 4.
Eric Diaz erstellte 2017 für nerdist.com eine Liste der 11 besten Folgen von Raumschiff Enterprise – Das nächste Jahrhundert. Gestern, heute, morgen landete dabei auf Platz 10.
Patrick Cooley führte Gestern, heute, morgen 2017 auf cleveland.com in einer Liste der 25 besten bis dahin ausgestrahlten Star-Trek-Folgen auf Platz 16.
Sven Harvey zählte Gestern, heute, morgen 2017 auf der Website Den of Geek als eine der 25 besten Folgen der Serie Raumschiff Enterprise – Das nächste Jahrhundert.
Michael Weyer erstellte 2018 für die Website cbr.com eine Liste der 20 besten Mehrteiler aller Star-Trek-Serien. Gestern, heute, morgen führte er hierbei auf Platz 6.
Michael Weyer listete Gestern, heute, morgen 2018 auf cbr.com in einem Ranking der 20 besten Star-Trek-Zeitreisefolgen auf Platz 5.
Joseph Walter führte Gestern, heute, morgen 2019 auf screenrant.com in einer Liste der 10 besten Folgen von Raumschiff Enterprise – Das nächste Jahrhundert auf Platz 1.
Mike Bloom zählte Gestern, heute, morgen 2019 auf der Website hollywoodreporter.com als eine der 25 besten Folgen von Raumschiff Enterprise – Das nächste Jahrhundert.
Eric Diaz listete Gestern, heute, morgen 2019 auf nerdist.com in einem Ranking der zehn besten Star-Trek-Zeitreisefolgen auf Platz 4.
Sean Ferrick erstellte 2020 für die Website whatculture.com eine Liste der 25 besten Star-Trek-Folgen. Gestern, heute, morgen führte er hier auf Platz 8.
Jeremy Lacey erstellte 2021 für cinemablend.com eine Liste der 20 besten Folgen von Raumschiff Enterprise – Das nächste Jahrhundert. Gestern, heute, morgen landete dabei auf Platz 3.
Anthony Vieira führte Gestern, heute, morgen 2021 auf der Website collider.com in einer Liste der 25 besten Folgen von Raumschiff Enterprise – Das nächste Jahrhundert auf Platz 16.
Lauren Perry führte Gestern, heute, morgen 2022 auf der Website movieweb.com in einer Liste der zehn besten Folgen von Raumschiff Enterprise – Das nächste Jahrhundert auf Platz 7.
Rachel Hulshult erstellte 2024 für screenrant.com eine Liste der 25 besten Folgen von Raumschiff Enterprise – Das nächste Jahrhundert. Gestern, heute, morgen landete dabei auf Platz 4.

## Parodien und Anspielungen
Laut Drehbuchautor Damon Lindelof war Gestern, heute, morgen eine der wichtigsten Inspirationsquellen für Folge 4.08 (Die Konstante) der Fernsehserie Lost aus dem Jahr 2008.
Laut Kevin Feige ist die Handlung des Spielfilms Avengers: Endgame aus dem Jahr 2019 von der Folge Gestern, heute, morgen inspiriert.